# STUDIO MODERN MILLIE DANCE LIVE PART III「OVER THE RAINBOW」
STUDIO MODERN MILLIE DANCE LIVE PART III「OVER THE RAINBOW」とは森山未來が主演・演出、初の構成も手がけた、ダンスによるエンターテイメント作品である。2006年3月に神戸・東京にて上演された。
他の出演者は、兵庫県神戸市にある森山未來の実家が経営するダンススタジオ「STUDIO MODERN MILLIE」の講師及び、オーディションで選ばれた生徒である（振り付けは講師陣による）。
原作はシェル・シルヴァスタインの絵本｢おおきな木」。